# 姜椿芳
姜椿芳（1912年7月28日—1987年12月17日），笔名林陵、什云、蔡云等，男，江苏常州人，翻译家、教育家，中国大百科全书的奠基人。

## 生平
姜椿芳于1931年加入中国共产主义青年团，翌年另入中国共产党。担任过共青团哈尔滨市委宣传部部长、满洲省委宣传部部长等职。同时他在罗登贤委派下前往英吉利－亚细亚电报通讯社作俄文翻译。1936年后前往上海，在经营苏联电影业务的亚洲影片公司任翻译，1938年出任中共上海局文委文化总支部书记。1941年与塔斯社协商后以苏商名义在上海沧陷区创办《时代周刊》并任主编。1945年又创办《时代日报》并任总编辑与时代出版社社长。
中华人民共和国成立后出任上海俄文学校（现上海外国语大学）首任校长。后又历任上海市文化局对外联络处处长、中共中央马恩列斯著作编译局副局长、顾问等职。文化大革命期间被关押在秦城监狱达七年时间。1975年获释，1978年后历任《中国大百科全书》总编委会副主任、中国大百科全书出版社总编辑等。1982年创立中国翻译工作者协会（现中国翻译协会）并任会长。他还曾担任第五、六届全国政协常委。1987年因胰腺癌在北京逝世，1988年1月6日在北京市八宝山革命公墓礼堂举行遗体告别仪式。